# Yang Ha-eun
Pour les articles homonymes, voir Yang.
Dans ce nom coréen, le nom de famille, Yang, précède le nom personnel Ha-eun.
Yang Ha-eun est une pongiste sud-coréenne née le 25 février 1994.
Elle remporte aux Jeux olympiques de la jeunesse d'été de 2010 la médaille de bronze en simple dames et la médaille d'argent par équipe.
Elle est aussi médaillée de bronze par équipes aux Championnats du monde en 2012.
En 2015, Yang Ha-eun est sacrée championne du monde en double mixte avec le Chinois Xu Xin ; cela faisait 61 ans qu'un duo composé de deux pongistes de nationalités différentes n'avait pas remporté de titre.